# رحمن جومبو
رحمن جومبو (بالإنجليزية: Rahman Gumbo)‏ هو لاعب كرة قدم زيمبابوي في مركز الوسط، ولد في 18 نوفمبر 1963. لعب مع غابورون يونايتد.

## وصلات خارجية
- رحمن جومبو على موقع الاتحاد الدولي (مؤرشف)  (الإنجليزية)
- رحمن جومبو على موقع قاعدة بيانات كرة القدم.إي يو (الإنجليزية)
- رحمن جومبو على موقع ناشيونال فوتبول تيمز (الإنجليزية)
- رحمن جومبو على موقع عالم كرة القدم.نت (الإنجليزية)